# フーゴ・シュタインハウス
フーゴ・デオニジー・シュタインハウス（ポーランド語: Hugo Dyonizy Steinhaus、1887年1月14日 - 1972年2月25日）は、ポーランドの教授でもあり数学者である。
関数解析学、ゲーム理論の分野で活躍した人物である。

## 生涯
ポトカルパチェ県ヤスウォでユダヤ人のレンガ工場の工場主であった父と、母のもとに誕生した。1905年に地元のギムナジウムを卒業後、リヴィウ大学で数学と哲学を学び、1906年にゲオルク・アウグスト大学ゲッティンゲンに転校し、1911年にダフィット・ヒルベルトを指導教員とし、博士号を取得した。第一次世界大戦が勃発すると帰国し、ポーランド軍の一員として参戦した。1917年にリヴィウ大学の研究員となり、1920年に教授資格を得、1921年に助教授となり1925年に正教授となった。戦後はヴロツワフ大学の教授を務めた。85歳で死去した。

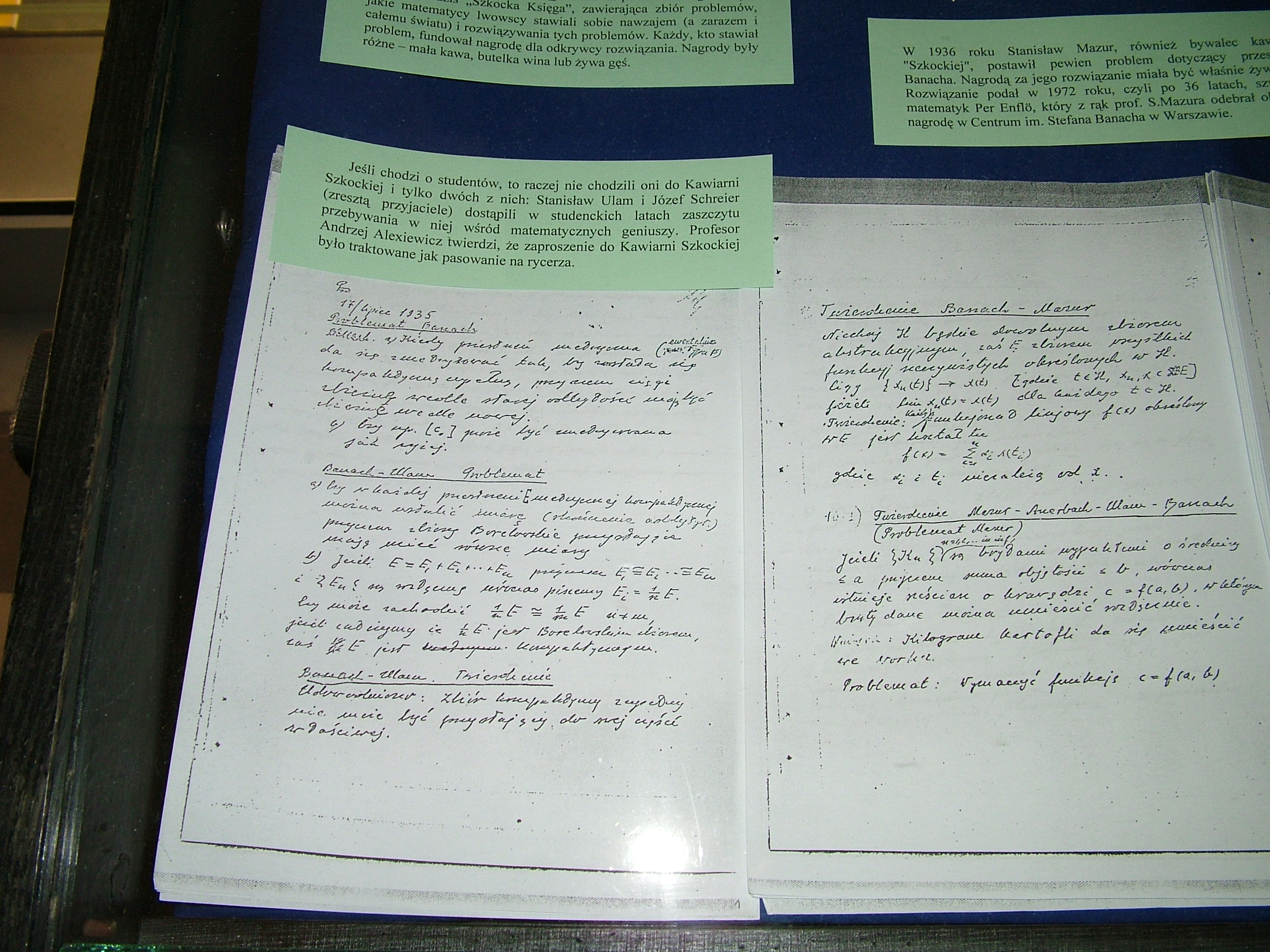

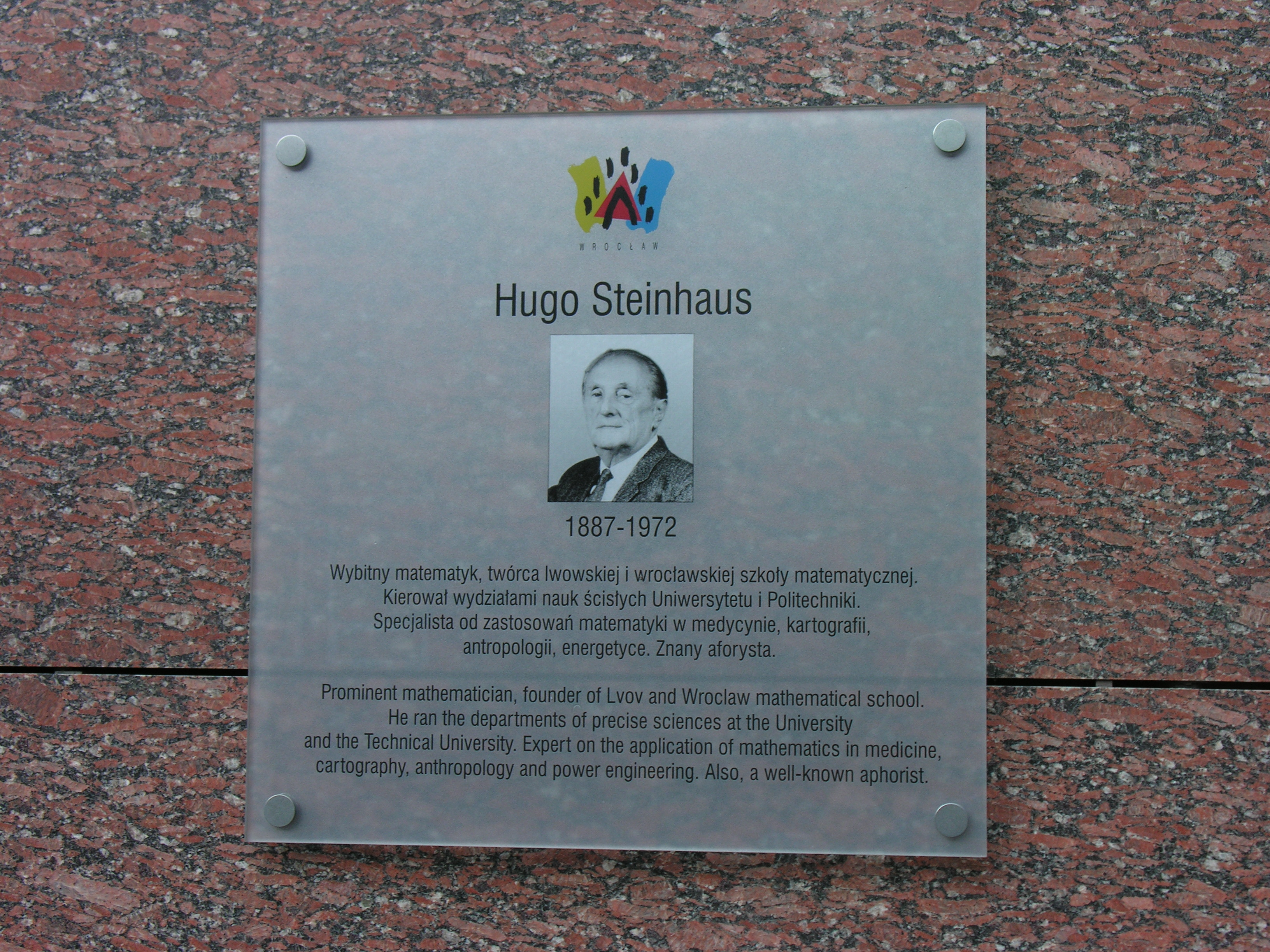